# Hugo Raes
Hugo Raes (właśc. Hugo Leonard Siegfried Raes, ur. 26 maja 1929 w Antwerpii, zm. 23 września 2013) – belgijski powieściopisarz, nowelista i poeta flamandzki.
Zadebiutował w 1954 r. tomem poezji Jagen en gejaagd worden. W późniejszym czasie poświęcił się głównie działalności prozatorskiej. Najważniejsze powieści w dorobku pisarza powstały w latach 60. i należą do nich De vadsige koningen (1961), Een faun met kille horentjes (1966) oraz Reizigers in de antitijd, za którą w 1970 r. otrzymał nagrodę Królewskiej Akademii Języka Niderlandzkiego i Literatury Niderlandzkiej.
Raes w swej twórczości chętnie sięgał po konwencję fantastyczną pisząc utwory, w których powraca motyw zagłady ludzkości: De lotgevallen (1968), Reizigers in de antitijd (1970) czy De verwoesting van Hyperion (1978).
W przekładzie na język polski ukazała się powieść Raesa Een faun met kille horentjes (z 1966 r.) przełożona przez Andrzeja Wojtasia jako Faun z zimnymi różkami, Warszawa 1980 i wydana w serii Współczesna Proza Światowa.

## Dzieła
- 1954 - Jagen en gejaagd worden
- 1957 - Afro-europees
- 1957 - Links van de helikopterlijn
- 1961 - De vadsige koningen
- 1962 - Een tijdelijk monument
- 1964 - Hemel en dier
- 1966 - Een faun met kille horentjes
- 1967 - Bankroet van een charmeur
- 1968 - De lotgevallen
- 1970 - Reizigers in de anti-tijd
- 1972 - Explosie
- 1973 - Het smaran
- 1974 - De Vlaamse Reus
- 1976 - Brandstichting tegen de tijd
- 1976 - Trapezenwerk in het luchtledige
- 1978 - De verwoesting van Hyperion
- 1979 - Verzamelde verhalen
- 1981 - Het jarenspel
- 1986 - De goudwaterbron
- 1988 - De Gektewind
- 1988 - De strik
- 1989 - De Spaanse sjaal
- 1998 - Verhalen
- 2001 - Een aquarel van de tijd